# زاکاریا گاگلی
زاکاریا گاگلی ( انگلیسی: Zakaria Gageli؛ زادهٔ  و درگذشته نامعلوم ) نجیب‌زاده ارمنی‌تبار اهل گرجستان که یکی از فرماندهان ارتش ملکه تامار در سده‌های ۱۲ و ۱۳ میلادی بود.